# ماریو پیزیولو

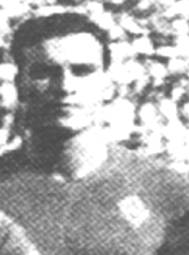
ماریو پیزیولو

ماریو پیزیولو (به ایتالیایی: Mario Pizziolo) بازیکن فوتبال و اهل ایتالیا است که از سال ۱۹۳۳ میلادی عضو تیم ملی فوتبال ایتالیا بوده و در ۱۲ بازی ملی حضور داشته‌است. او در بازی‌های ملی‌اش ۱ گل به ثمر رساند.
ماریو پیزیولو آخرین بازی ملی خود را در سال ۱۹۳۶ میلادی انجام داد.